# 2-Vinilpiridina
2-Vinilpiridina é um composto orgânico com a fórmula CH2CHC5H4N. É um derivado da piridina com um grupo vinil na posição 2, próximo ao nitrogênio. É um líquido incolor embora amostras possam frequentemente apresentarem-se com coloração castanha. É usado industrialmente como um precursor para polímeros especiais e como um intermediário na indústria química, farmacêutica, de corantes e de produtos fotográficos.